# Kostel svaté Alžběty Uherské (Paříž)
Kostel svaté Alžběty Uherské (francouzsky Église Sainte-Élisabeth-de-Hongrie) je katolický farní kostel ve 3. obvodu v Paříži, v ulici Rue du Temple. Kostel je zasvěcen svaté Alžbětě Uherské a Panně Marii Milosrdné. Kostel vysvětil v roce 1646 kardinál Jean-François Paul de Gondi (1613–1679). Realizace barokního kostela byla svěřena staviteli Michelu Villedovi (1598–1667).